# Gerd Winter (Maler)

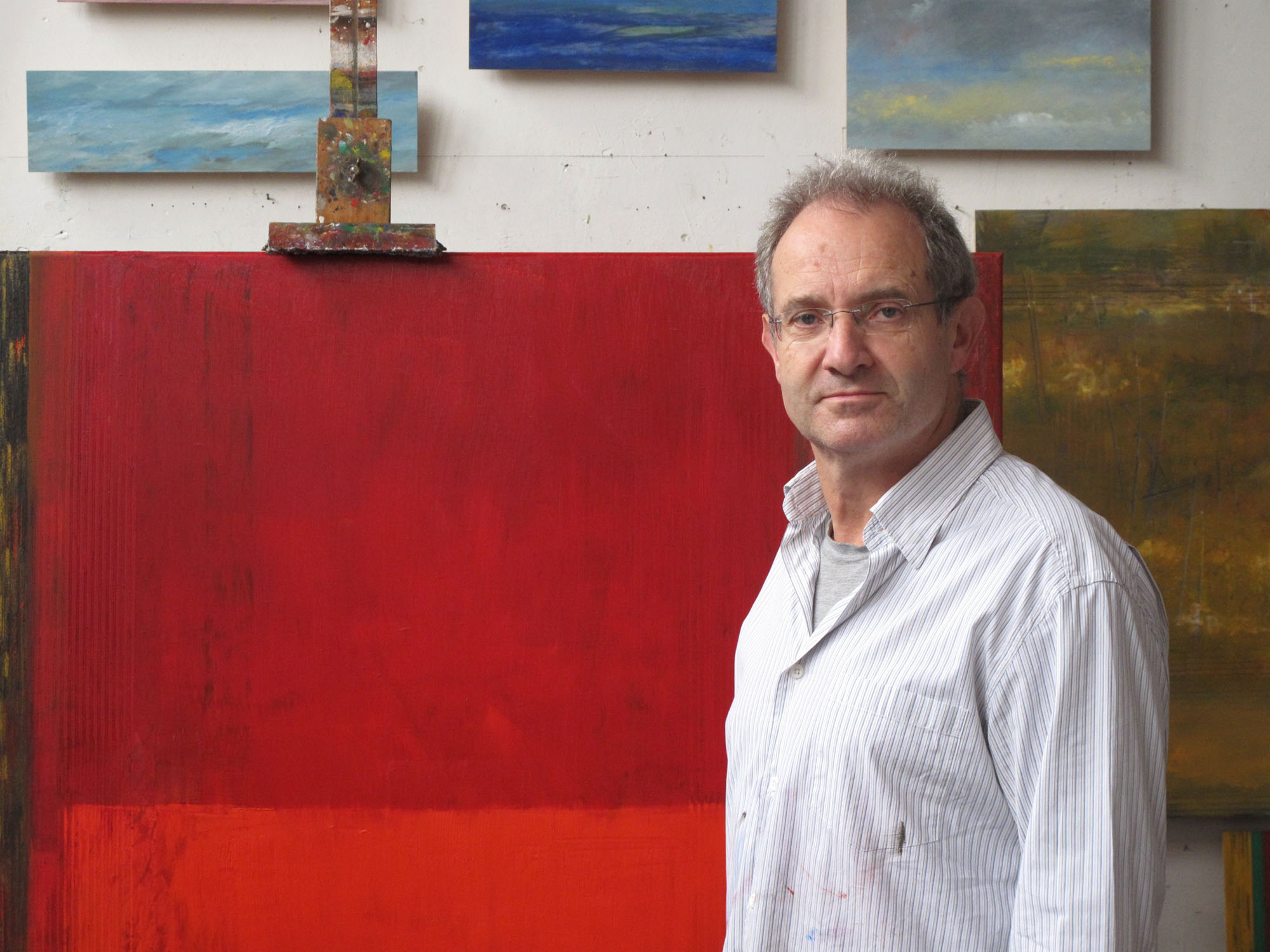
Gerd Winter, 2010

Gerd Winter (* 1951 in Groß-Gerau, Hessen) ist ein deutscher Bildender Künstler.

## Leben und Werk
Winter studierte von 1979 bis 1984 Malerei an der Städelschule in Frankfurt am Main bei Thomas Bayrle, Ernst Caramelle, Raimer Jochims und Hermann Nitsch. 1993 wurde Winter von der Städelschule der Titel eines Meisterschülers verliehen. Seit 1995 ist er Mitglied der Darmstädter Sezession. Winters Werk orientiert sich seit Mitte der 1990er Jahre an der Tradition der Farbfeldmalerei, die sich aus dem Abstrakten Expressionismus in den USA entwickelte. Ihre Hauptvertreter sind Mark Rothko, Barnett Newman und Clyfford Still. Vertretern dieser Richtung, die oft auch als „Essentielle Malerei“ bezeichnet wird, geht es darum, eine „reine“ Malerei mit einer ruhigen, kontemplativen Wirkung zu schaffen. Winter ist es wichtig, mit seinen Bildern dem „Lauten“ der Gegenwart etwas Kontemplatives entgegenzusetzen. Es ist eine über die Zeit gewachsene Malerei. Künstlerische Intention trifft auf „geplanten“ Zufall.

## Auszeichnungen (Auswahl)
- 1994 Georg-Christoph-Lichtenberg-Preis für Bildende Kunst des Landkreises Darmstadt-Dieburg[2]
- 2005 Wilhelm-Loth-Preis der Stadt Darmstadt (6000 €)[3]

## Einzelausstellungen (Auswahl)
- 2007 Hessisches Landesmuseum, Darmstadt (Wilhelm-Loth-Preis)
- 2009 Erotische Zeichnungen, projektraum 4, Mannheim
- 2010 Stadtmuseum, Groß-Gerau
- 2016 Stadtmuseum, Groß-Gerau
- 2019 Farbfelder, Institut für Stadtgeschichte, Karmeliterkloster Frankfurt am Main
- 2022 Klassisch / Modern. Wilhelm Altheim und Gerd Winter, Stadtmuseum Groß-Gerau

## Kataloge
- Gerd Winter – Malerei und Radierung. Kunstedition Merck, Darmstadt 1992
- Gerd Winter – Georg-Christoph-Lichtenberg-Preis. Darmstadt-Dieburg 1994
- Gerd Winter. Stadtmuseum Groß-Gerau, 1995
- Gerd Winter – Blumen Frucht und Farbstücke. Stadtmuseum Groß-Gerau, 2001
- Gerd Winter. Katalog Wilhelm-Loth-Preis, Hessisches Landesmuseum, Darmstadt 2005
- Lieber, Winter. Malerische Abstraktionen mit Tom Lieber Hg.: Brigitte Scheinert, Ulrich Scheinert, Darmstadt 2017